# رشيدة رحموني
رشيدة رحموني ممثلة مغربية-مصرية، وهي الزوجة الثالثة للممثل المصري الراحل عمر الحريري.

## حياتها
ولدت في حي «كاساباراطا» الشعبي بمدينة طنجة. هناك نشأت وتعلمت، تابعت دراستها الجامعية قبل أن يستهويها الطرب والمسرح، لتعلن رغبتها في الانخراط في «أدب الفنون» بعدما أبانت في المدرسة ودار الشباب عن رغبة جارفة للتمثيل، هاجرت إلى بلد الفنون مصر، واستقرت في القاهرة». كانت المغربية رشيدة هي الزوجة الثالثة والثابتة في حياة الفنان المصري عمر الحريري، وهي الأخيرة، تزوجها في بداية التسعينات من القرن الماضي.

## من أعمالها

### أفلام
- إحنا أصحاب المطار (فيلم) (2001).
- خالي من الكوليسترول (فيلم) (2005).
- بنات في ورطة (فيلم) (1992).
- النشالة والبيه (فيلم) (1985).

### مسلسلات
- عواصف النساء (مسلسل) (2005).
- قناديل البحر (مسلسل) (2005).
- المنصورية (مسلسل) (2005).
- السيف الوردي (مسلسل) (2004).
- المرأة في الإسلام (مسلسل) (2003).
- بعاد السنين (مسلسل) (2003).
- قسمتي ونصيبي (مسلسل) (2001).
- ضبط وإحضار (مسلسل) (2001).
- صيف ساخن جدا (مسلسل) (2000).
- ألف ليلة وليلة: ذات المال (مسلسل) (1999).
- حكيم روحاني حضرتك (مسلسل) (1999).
- المسداوية (1998).
- كنز السلطان قلاووظ (مسلسل) (1998).
- عوضين وإمبراطورية عين (مسلسل) (1997).
- ما وراء النهر (مسلسل) (1996).
- حكايات مجنونة (مسلسل) (1995).
- عمر بن عبدالعزيز (مسلسل) (1994).
- الضابط والمجرم (مسلسل) (1987).
- لن أخضع لرجل (مسلسل).

### مسرحيات
- الكوماندا (مسرحية).

## وصلات خارجية
- بالصور| زوجة الفنان الراحل “عمر الحريري” ممثلة تصغره ب 35 عاماً